# Schwyzerörgeliquartett Genderbüebu
Das Schwyzerörgeliquartett Genderbüebu ist eine Schweizer Volksmusikgruppe aus Mund im Kanton Wallis, die traditionelle Ländlermusik mit modernen Elementen verbindet. Der Name des Ensembles bezieht sich auf das Berggebiet «Gender» im obersten Abschnitt des Gredetschtals nördlich von Mund. Der Flurname «gender» ist eine Pluralform des Mundartworts «gand», das ‹Schuttfeld, Geröllhalde› bedeutet.

## Mitglieder
Die Formation besteht aus vier Musikern:
- Simon Schnydrig: Bassist und Veranstalter der Gruppe
- Kilian Schnydrig: Schwyzerörgeler, Chemie- und Pharmatechnologe, Schafzüchter
- Raban Pfammatter: Schwyzerörgeler, Komponist, Bergbauer
- Marco Gurten: Schwyzerörgeler, Sänger, Bauleiter, Eringerkuhzüchter

## Geschichte
Die Mitglieder der Genderbüebu stammen aus der Region von Mund im Wallis und musizieren langjährig miteinander. Ursprünglich spielten Simon und Kilian Schnydrig bei der Volksmusikgruppe «Älplerbüebu», bevor sie zusammen mit Raban Pfammatter und Marco Gurten die Genderbüebu gründeten.
Im Jahr 2019 erhielten die Genderbüebu eine goldene Schallplatte für das Album «Freundschaft». Das Album Dankbarkeit stieg 2023 direkt auf Platz 1 in der Schweizer Hitparade ein und erreichte schliesslich Platz 10 in der Schweizer Jahres-Hitparade.
Mit ihren Konzerten in vielen Ortschaften in der Schweiz hatten die Genderbüebu grossen Erfolg beim Publikum. Im August 2024 führte die Formation ein eigenes Open-Air-Konzert mit der Beteiligung mehrerer Ländergruppen in Naters durch.

## Musikalischer Stil
Die Genderbüebu zeichnen sich durch ihre Mischung aus traditioneller Ländlermusik und modernen Einflüssen aus. Neben traditionellen Stücken interpretieren sie auch Schlager- und Pop-Hits in ihrer typischen Schwyzerörgeliquartett-Besetzung und mit Gesang.

## Diskografie
- Freundschaft (2018, Phonoplay): Enthält 20 Titel, darunter «Freundschaft», «Typisch Genderbüebu» und «Altvätrisch».
- Hüeru güet! (2021, Phonoplay)
- Dankbarkeit (2023, Phonoplay): Das Album umfasst 23 Titel, darunter «Geit de scho», «Dr Geil» und «Fer d’Genderbüebu Fans».